# Portada/article desembre 4

## Dorudon
Dorudon ('dent de llança') és un gènere de cetacis extints que compartí els mars de l'Eocè amb altres basilosàurids com els basilosaures o Zygorhiza. Era un descendent proper dels primers artiodàctils de vida amfíbia, com Ambulocetus, però a diferència d'ells, el seu estil de vida era totalment aquàtic. Aparegué a l'Eocè superior, fa aproximadament 40 milions d'anys. Se n'han trobat restes fòssils a llocs molt distants geogràficament, com Egipte, Tunísia i Carolina del Sud (Estats Units), i habitava les aigües somes i càlides dels oceans de l'Eocè. S'extingí fa aproximadament 36 milions d'anys, poc abans de l'inici de l'Oligocè, a causa d'un gran episodi de canvi climàtic conegut com a Grande Coupure. L'espècie D. atrox és l'arqueocet més ben conegut.